# Kabinett Vorster I

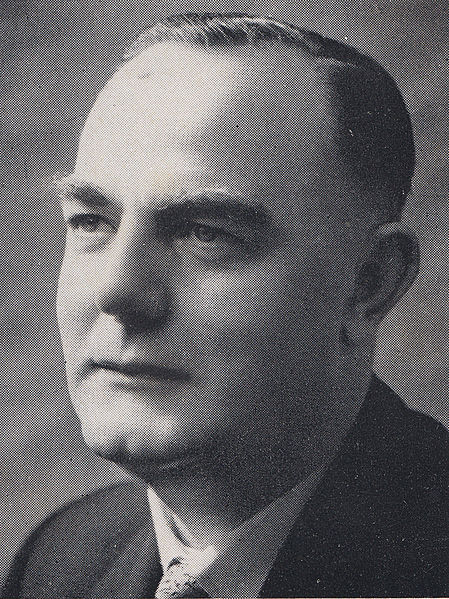
Balthazar Johannes Vorster war zwischen 1966 und 1978 Premierminister von Südafrika

Das Kabinett Vorster I wurde in Südafrika am 13. September 1966 von Premierminister Balthazar Johannes Vorster von der Nasionale Party (NP) gebildet und löste das Kabinett Verwoerd II ab, nachdem am 6. September Premierminister Hendrik Frensch Verwoerd durch den Parlamentsangestellten Demetrios Tsafendas ermordet worden war. Es blieb bis zum 22. April 1970 im Amt und wurde dann vom Kabinett Vorster II abgelöst.
| Amt                                                    | Amtsinhaber                                                 | Beginn der Amtszeit                              | Ende der Amtszeit                            |
| ------------------------------------------------------ | ----------------------------------------------------------- | ------------------------------------------------ | -------------------------------------------- |
| Premierminister                                        | Balthazar Johannes Vorster                                  | 13. September 1966                               | 22. April 1970                               |
| Auswärtiges                                            | Hilgard Muller                                              | 13. September 1966                               | 22. April 1970                               |
| Verteidigung                                           | Pieter Willem Botha                                         | 13. September 1966                               | 22. April 1970                               |
| Finanzen                                               | Theophilus E. Dönges Nicolaas Diederichs                    | 13. September 1966 24. Februar 1967              | 24. Februar 1967 22. April 1970              |
| Inneres                                                | P. K. Le Roux Lourens Muller                                | 13. September 1966 1968                          | 1968 22. April 1970                          |
| Justiz Strafvollzug                                    | Balthazar Johannes Vorster Petrus Cornelius Pelser          | 13. September 1966                               | 22. April 1970                               |
| Polizei                                                | Balthazar Johannes Vorster Lourens Muller                   | 13. September 1966 1968                          | 1968 22. April 1970                          |
| Transport                                              | Ben Schoeman                                                | 13. September 1966                               | 22. April 1970                               |
| Arbeit Angelegenheiten der weißen Bevölkerung          | Marais Viljoen                                              | 13. September 1966                               | 22. April 1970                               |
| Bergbau                                                | Jan Haak Carel de Wet                                       | 13. September 1966 1967                          | 1967 22. April 1970                          |
| Sport                                                  | Frank Waring                                                | 13. September 1966                               | 22. April 1970                               |
| Einwanderung                                           | Alfred Trollip Connie Mulder                                | 13. September 1966 1968                          | 1968 22. April 1970                          |
| Wirtschaft                                             | Nicolaas Diederichs Jan Haak                                | 13. September 1966 1967                          | 1967 22. April 1970                          |
| Angelegenheiten, Bildung und Entwicklung der Bantu     | Michiel Coenraad Botha                                      | 13. September 1966                               | 22. April 1970                               |
| Bildung, Kunst und Wissenschaft 1968 Nationale Bildung | Johannes de Klerk Johannes Petrus van der Spuy              | 13. September 1966 1969                          | 1969 22. April 1970                          |
| Öffentliche Arbeiten Gemeindeentwicklung               | W. A. Maree Blaar Coetzee                                   | 13. September 1966 1968                          | 1968 22. April 1970                          |
| Ländereien und Landverwaltung                          | D. C. H. Uys                                                | 13. September 1966                               | 10. April 1968                               |
| Landwirtschaft                                         | Jacobus Johannes Fouché D. C. H. Uys                        | 13. September 1966 10. April 1968                | 10. April 1968 22. April 1970                |
| Wasser                                                 | Jacobus Johannes Fouché D. C. H. Uys Stephanus Petrus Botha | 13. September 1966 10. April 1968 9. August 1968 | 10. April 1968 9. August 1968 22. April 1970 |
| Forsten                                                | Frank Waring Stephanus Petrus Botha                         | 13. September 1966 9. August 1968                | 9. August 1968 22. April 1970                |
| Post, Telegrafie und Telekommunikation                 | Albert Hertzog Matthys van Rensburg                         | 13. September 1966 1968                          | 1968 22. April 1970                          |
| Gesundheit                                             | Albert Hertzog Carel de Wet                                 | 13. September 1966 1968                          | 1968 22. April 1970                          |
| Soziales und Pensionen                                 | W. A. Maree Connie Mulder                                   | 13. September 1966 1968                          | 1968 22. April 1970                          |
| Information                                            | Johannes de Klerk Connie Mulder                             | 13. September 1966 1967                          | 1968 22. April 1970                          |
| Tourismus                                              | Frank Waring                                                | 13. September 1966                               | 22. April 1970                               |
| Angelegenheiten der indischen Bevölkerung              | Alfred Trollip Frank Waring                                 | 13. September 1966 1968                          | 1968 22. April 1970                          |